# Royaume wisigoth
Pour les articles homonymes, voir Royaumes goths.
 (avril 2020).
Si vous disposez d'ouvrages ou d'articles de référence ou si vous connaissez des sites web de qualité traitant du thème abordé ici, merci de compléter l'article en donnant les références utiles à sa vérifiabilité et en les liant à la section « Notes et références ».
418–720
Entités précédentes :
- Empire romain d'Occident (Diocèse de Vienne et Hispanie)
- Royaume suève (584)

Entités suivantes :
- Empire romain d'Orient (Espagne byzantine)
- Califat omeyyade (presque toute la péninsule Ibérique)
- Royaume des Asturies (nord-ouest)
- Royaumes francs (nord-est)

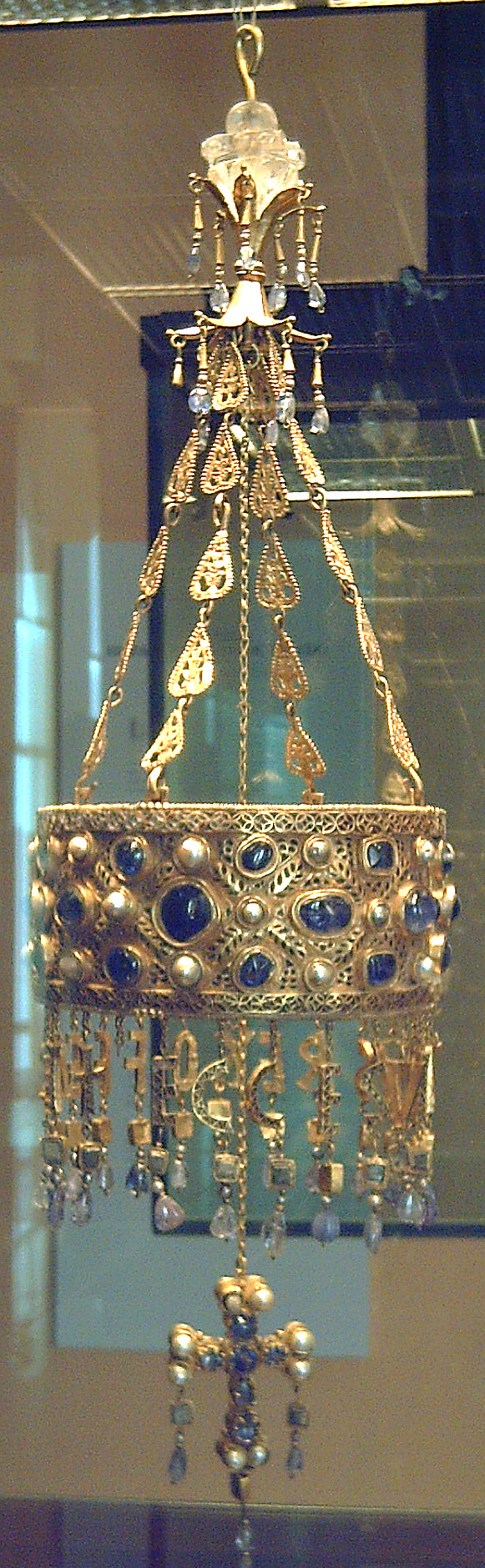
Art wisigoth couronne votive du roi Réceswinthe, (Musée Archéologique National, Madrid).

Le royaume wisigoth est un royaume barbare du haut Moyen Âge issu des troubles du Ve siècle, qui a existé de 418 à 720.
Les Wisigoths pillent Rome en 410. L'empereur d'Occident Flavius Honorius leur donne l'Aquitaine seconde, territoire à pacifier ; les Wisigoths également invités à pacifier la péninsule Ibérique, qu'ils vont conquérir entre 415 et 418, et qu'ils administreront comme territoires vassaux.
Le fœdus de 418 officialise ce nouveau royaume, sous le statut de peuple fédéré à Rome, en charge des territoires de Novempopulanie et d'Aquitaine seconde. Les wisigoths font de Toulouse leur capitale. Leur territoire englobe alors la partie de la France actuelle située entre la Loire et les Pyrénées et une bonne partie de la péninsule Ibérique.
Euric romp le fœdus quand la famille impériale disparaît, constituant un royaume de facto autonome. Les conquêtes continuent alors en Ibérie, en Auvergne et en Provence, consolidant le royaume.
Les guerres franco-wisigothiques, notamment liées à la religion (Francs nicéens contre aux Wisigoths arianistes), aboutissent une défaite majeure face aux Francs. En 507, ces derniers, menés par Clovis Ier, gagnent la bataille de Vouillé contre les Wisigoths menés par Alaric II. Les Wisigoths perdent alors la majorité de leurs possessions en Gaule aquitaine, dont Toulouse en 508. Ils transfèrent leur capitale à Narbonne puis Barcelone. Au nord des Pyrénées, ils ne conservent que la Septimanie (correspondant au Languedoc) et une partie de la Provence avec l'aide des Ostrogoths d'Italie. 
Les conflits religieux restent vifs jusqu'au concile de Tolède (en 589), qui amène à la conversion des Wisigoths au chalcédonisme, majoritaire en Europe occidentale. 
Après l'annexion du royaume des Suèves en 585, les Wisigoths contrôlent militairement — plus que politiquement — toute la péninsule Ibérique, sauf les zones montagneuses du nord occupées notamment par les Basques. On parle alors de l'Hispanie wisigothique, qui culmine avec le choix de Tolède comme capitale centralisatrice vers 560. Les Romains d'Orient hispaniques sont absorbés dans les années 620.
Le soulèvement de la Septimanie et des Vascons en 673, suivis de raids musulmans venus d'Afrique du nord, ainsi que des épidémies et des rébellions des vassaux, fragilisent les successions à la tête du royaume. Profitant de la situation, les Omeyyades débarquent à nouveau en avril 711, et, le 19 juillet 711, remportent une victoire facile face à une armée wisigothe qui y perd son roi, Rodéric, trahi par certains des siens, ainsi qu'une bonne partie de sa noblesse. Du fait du morcellement des forces wisigothes, le royaume est  conquis par les Omeyyades (Tolède est prise fin 711). La  wilaya d'al-Andalus est fondée.
Les Wisigoths se disputent autour la succession royale, subissant la conquête en 711-712, et finissent par se réfugier en Septimanie. Leur royaume disparaît définitivement par la conquête de ce territoire par les Omeyyades en 719, et la mort d'Ardo en 720.

## Le royaume de Toulouse (418–507)

### Les origines: les Wisigoths au service de l'empereur d'Occident
Après avoir occupé l'Italie, mis à sac Rome, en 410, les Goths dirigés par Alaric Ier partent vers le Sud de l'Italie et notamment la Sicile, mais soudain Alaric meurt, et Athaulf est élu roi. Il décide alors de se mettre au service de l'empereur d'Occident Flavius Honorius. Ce dernier les incite à repartir en Gaule pour mater les barbares et les rébellions des militaires romains et en particulier mettre fin à l'usurpation de Jovin. En échange il leur donne l'Aquitaine. Toulouse, Bordeaux et Narbonne accueillent les Wisigoths en pacificateurs. Athaulf s'installe à Narbonne, où il épouse en 414 sa jeune captive, Galla Placidia, fille de Théodose et sœur d'Honorius. Il devient ainsi le beau-frère de l'empereur, ce qui déplaît à ce dernier, qui doit s'en accommoder. Il incite alors les Wisigoths à reconquérir l'Espagne, envahie par les Suèves, les Alains et les Vandales. Ils traversent les Pyrénées et s'installent à Barcelone, mais Athaulf est assassiné en 415. Wallia lui succède. Il continue la conquête de l'Espagne jusqu'à Gibraltar. Après une longue guerre de 415 à 418, il chasse tous les barbares ennemis de l'Empire romain.
La réussite de cette entreprise conduit l'assemblée générale des Sept-provinces méridionales, réunie en Arles le 17 avril 418, à faire la demande à l'empereur Honorius de rappeler les Wisigoths pour y restaurer la sécurité et repousser les Saxons.

### Le royaume fédéré (418–466)
Le fœdus de 418 autorise alors les Wisigoths à se fixer en Novempopulanie et en Aquitaine seconde, ce qui permet enfin une installation durable. Théodoric Ier choisit Toulouse comme capitale du nouveau royaume. Les Wisigoths s'entendent avec les riches propriétaires fonciers gallo-romains. L'ordre social existant est ainsi maintenu. Toujours comme fédéré, Théodoric Ier combat alors aux côtés d'Aetius contre Attila en 451, mais trouve la mort (probablement de la main du roi ostrogoth Valamir) à la bataille dite des Champs Catalauniques.

### Le royaume autonome (466–507)
Le roi Euric (466–484) rompt le fœdus après la disparition de la famille impériale. Il en profite alors pour agrandir son territoire aux dépens du royaume suève, battu en Hispanie en 468, et des Gallo-Romains alliés aux Bretons de Riothamus, ce dernier étant vaincu à la bataille de Déols. En 475, il se fait concéder officiellement par Julius Nepos l'Aquitaine première, l'Auvergne des Arvernes par le traité dit honteux qui la cède à Euric en échange de la Provence que l'empire récupère, la Gaule narbonnaise et l'Hispanie.
Des relations entre le régime impérial romain et l'épiscopat, les Wisigoths ont hérité de la notion de statut divin du monarque qui, sous l'influence de l'arianisme, établit une analogie entre la subordination du Fils au Père et celle due à un roi qui reçoit « directement de Dieu sa sacralisation et sa mission de conduire les hommes au salut ». Tête de l'Église chrétienne de son peuple, le roi l'est également de l'Église à laquelle appartiennent ses sujets romains. La politique des rois wisigoths envers les évêques dépendant du pape est en général placée sous le signe de la tolérance. Alaric II convoque même le concile d'Agde en septembre 506 pour tenter de parvenir à la réconciliation entre ariens et trinitaires.
Alors que les Suèves subsistent en Galice, le Nord de l'Italie est conquis dès 487 par les Ostrogoths de Théodoric et, à l'est du Rhône, les Burgondes fondent un royaume qui atteint les rives de la Mer Méditerranée. Enfin, au bord de la Loire, les Francs se regroupent autour de Clovis, qui se convertit au christianisme nicéen vers 496–499. Clovis occupe le royaume de Toulouse (wisigoth) tandis que les Wisigoths se replient au sud des Pyrénées.

## L'Hispanie wisigothique (fin duVesiècle–720)
- Royaume originel de Toulouse
- Extension au Ve siècle
- Territoire perdu à Vouillé en 507
- Conquête du royaume suève en 575

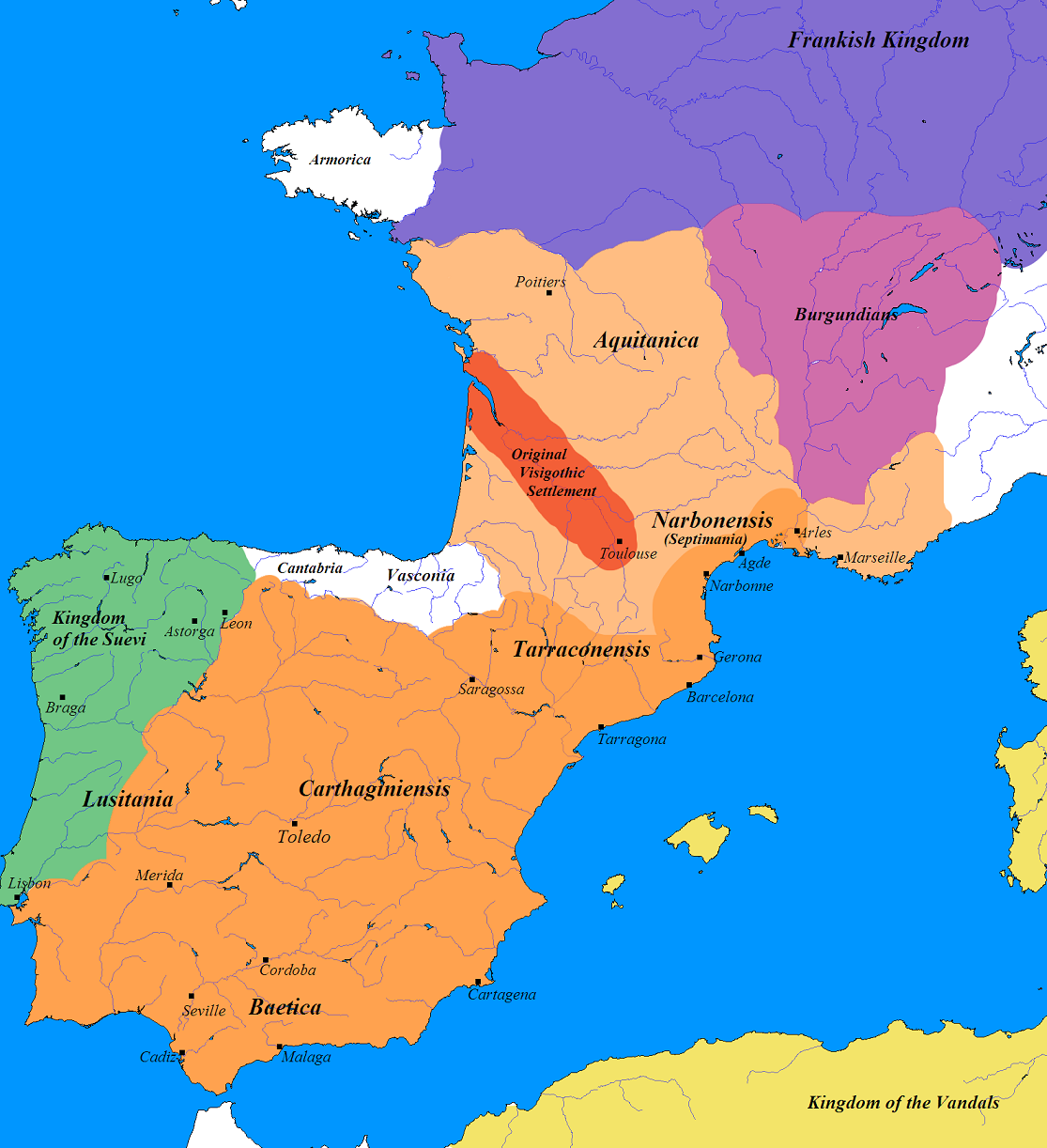
Évolution du royaume wisigoth jusqu'au VIe siècle :
Royaume originel de Toulouse
Conquête du royaume suève en 575

Autrefois hispanie romaine, la péninsule Ibérique devient l'Hispanie wisigothique à partir du Ve siècle.
Bien que les Wisigoths aient commencé à s'établir en Espagne depuis la fin du Ve siècle, leur installation ne se fait pas sans difficultés. Trop peu nombreux pour occuper toute la péninsule, le peuple wisigoth est surtout établi au nord de la Meseta, entre le Tage et l'Èbre, s'implantant dans ces régions montagneuses et boisées au rude climat plutôt qu'en Bétique et sur la côte méditerranéenne. Peut-être qu'en groupant les Goths dans ces terres peu peuplées et moins romanisées du Nord, leurs rois ont voulu ainsi préserver la cohésion nationale, évitant ainsi une romanisation rapide et une absorption parmi la masse hispano-romaine de la moitié sud du Royaume. On estime la population wisigothe, et plus largement « barbare » (car les Wisigoths étaient constitués, en plus de Goths, d'autres peuplades) à 200 000 individus au maximum pour une population ibérique estimée à 3 ou 4 millions d'individus. De plus, ils se heurtent à la résistance des élites urbaines dans les provinces profondément romanisées de la Bétique (Andalousie actuelle) et de la Lusitanie (Estrémadure et Portugal) ; ils occupent donc majoritairement le centre de la péninsule. Les nécropoles wisigothiques se concentrent surtout au centre de la péninsule, en Vieille-Castille, notamment dans l'actuelle province de Ségovie, et dans une moindre mesure en Nouvelle-Castille (cf. nécropoles de Cacera de las Ranas, de Castiltierra, de Duratón, d'El Carpio de Tajo, de Herrera de Pisuerga, de Vicálvaro, etc.).
La domination wisigothe est donc surtout militaire. Ils cantonnent des troupes dans les principales cités d'Espagne. En effet, depuis l'arrivée des Wisigoths en Gaule en 412 puis, après leurs premières expéditions en Espagne quelques mois plus tard pour combattre Vandales, Suèves et Alains à la solde de Rome, les Wisigoths ont régulièrement lancé des raids militaires pour affirmer leur puissance face aux autochtones mais surtout face aux Suèves, organisés en un petit royaume dans le nord-ouest du pays. En 476, Euric, l'un des plus grands rois goths, annexe toute l'Espagne ; son fils et successeur Alaric II amorce la colonisation wisigothe dans le nord du pays. Ne disposant pas de l'intégralité de ses troupes et de la célèbre cavalerie wisigothe, il enrôle dans son armée de nombreux Gallo-romains pro-wisigoths mais peu aguerris et motivés, ce qui aurait contribué à sa défaite face au roi franc Clovis (bataille de Vouillé en 507, au cours de laquelle Alaric II est tué). Ce dernier doit aussi affronter des désordres civils, ses sujets nicéens lui reprochant d'adhérer à l'arianisme.

### Les suites de la défaite contre les Francs (507–531)
Lors de sa plus grande extension, avant l'année 507, le royaume wisigoth comprend l'Aquitaine, la Septimanie, la Provence ainsi que la majorité de la péninsule Ibérique, à l'exception du nord et du nord-ouest, respectivement occupés par les Vascons et le royaume suève.
En 508, moins d'un an après la bataille de Vouillé, les Francs de Clovis prennent avec Toulouse le contrôle de l'Aquitaine et obligent les Wisigoths à se replier dans un premier temps à Narbonne, où Geisalic est proclamé nouveau roi wisigoth. L'Auvergne tombe progressivement à partir du décès d'Apollinaire de Clermont malgré les résistances de sa famille qui se poursuivent jusqu'à Arcade de Bourges.
La pression franque pousse ensuite les Wisigoths, qui ne conservent au nord des Pyrénées que la Septimanie, à se replier en masse sur l'Hispanie où ils établissent leur capitale à Barcino (Barcelone) de 531 à 542, avant de se replier définitivement plus au sud, à Tolède. Une nouvelle période commence, qui va durer un peu plus de deux siècles et unir indissolublement les Wisigoths à la péninsule Ibérique.

### La reconquête justinienne (552–555)

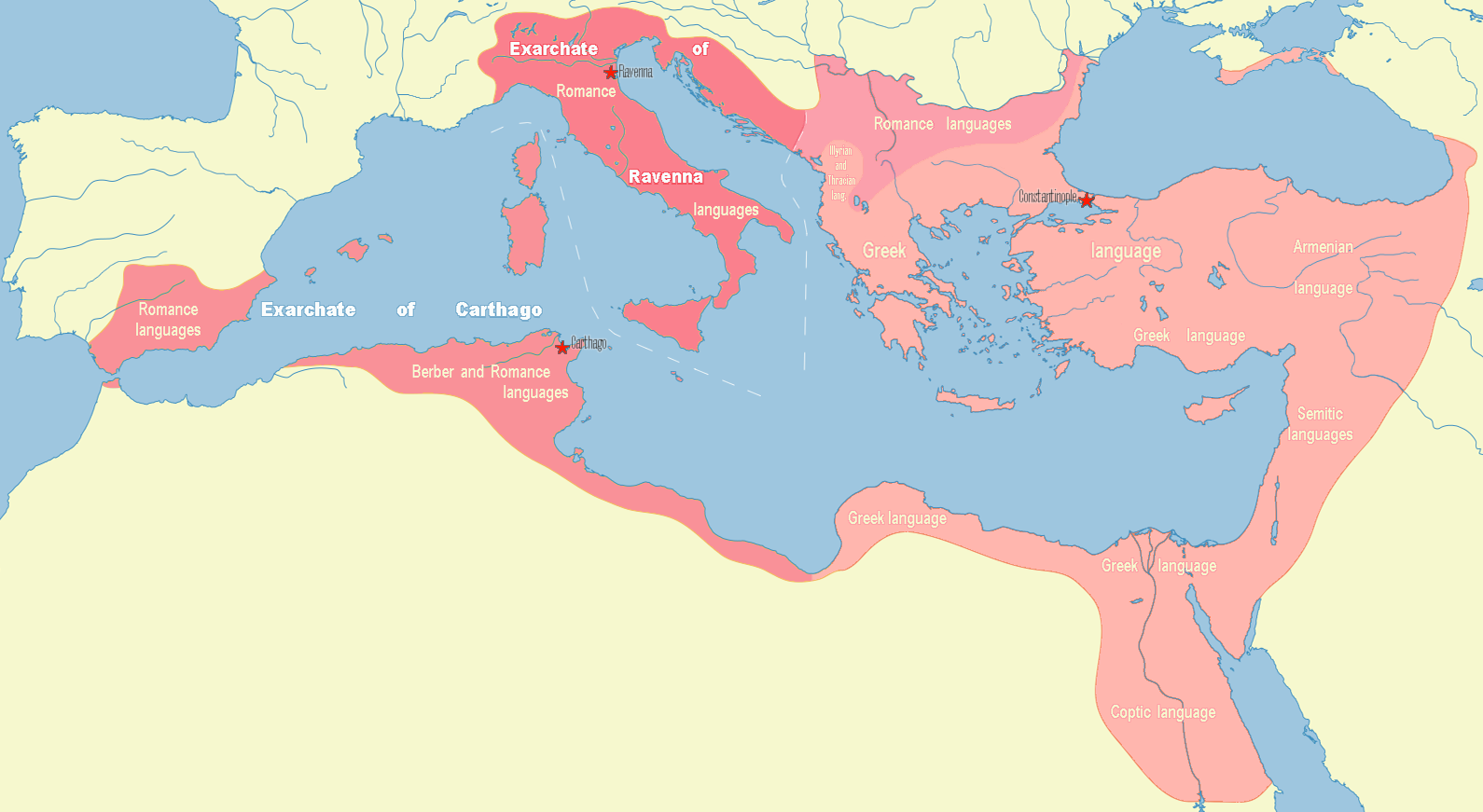
Sous le règne de l'empereur Justinien, le général Bélisaire dirigeant l'armée romaine d'Orient met fin aux royaumes ostrogoth et vandale, se bat en Bétique contre le royaume wisigoth et permet ainsi la création des exarchats de Ravenne et de Carthage, à l'origine de ce que les historiens modernes nomment l'Italie byzantine, l'Afrique byzantine et l'Espagne byzantine.

Au début du VIe siècle, l'empereur romain Justinien Ier amorce une politique de reconquête, en commençant par la Crimée en 528, puis en s'attaquant aux territoires autrefois contrôlés par l'empire romain d'Occident. À l'issue de la guerre des Vandales, il reprend la forteresse de Ceuta dans l'ancienne Maurétanie tingitane en 533 et les îles Baléares en 534, se rapprochant par la même occasion du royaume Wisigoth.
Inquiet de la situation, le roi Theudis s'empare de Septem au sud du détroit de Gibraltar, mais finit par la céder rapidement aux romains et ne parviendra jamais à remettre les pieds en Afrique, en dépit d'un siège de la ville en 547. Son successeur Agila Ier doit essuyer une révolte des citoyens romains du royaume qui lui sont opposés, principalement en raison de son arianisme. Cette dernière est conduite par Athanagilde, un chalcédonien revendiqué qui a donc la sympathie de Justinien. Pour soutenir Athanagilde, Justinien lui envoie donc une troupe dirigée par le vieux Libérius. Débarquée en 552 sur un territoire à cheval entre les actuelles provinces espagnoles de Malaga et de Grenade, elle réussit à prendre plusieurs villes clés comme Asidona, Cordoue, Malaga, Basti et Carthagène. Après l'accession au trône d'Athanagilde, les relations se corsent entre lui et les romains. La reconquête justinienne de l'Hispanie se limite donc au sud de la péninsule Ibérique.

### Le royaume de Tolède (555–720)

Carte de l'Hispanie Wisigothique après des conquètes de Léovigild et Wamba.

#### Le règne de Léovigild (569–586)
L'unification territoriale et politique de l'Hispanie (Occitanie, Espagne et Portugal actuels) est accomplie sous le règne de Léovigild (569–586), établi dans sa capitale de Tolède, et celui de son fils Récarède Ier (586–601). Le royaume des Wisigoths devient ainsi tel un « empire hispanique », égal à l'Empire romain. Léovigild prend le nom de Flavius, frappe monnaie à son effigie et adopte comme symboles du pouvoir la couronne, le sceptre et le manteau royal couleur pourpre. Il promulgue des lois qui complètent le Bréviaire d'Alaric et, à l'instar des empereurs romains, fonde des villes comme Vitoria et en 578, Recopolis en l'honneur de son fils Récarède , en amont de Tolède. Il tente aussi d'unifier l'Espagne sous la bannière de l'arianisme, le christianisme nicéen faisant alors l'objet de nombreuses tracasseries.
Léovigild associe au gouvernement ses deux fils, Herménégilde et Récarède Ier, afin d'assurer la continuité de la monarchie dans sa propre famille. Celle-ci étant théoriquement élective, cela conduit à de nombreuses conspirations au sein de la noblesse durant son règne. Le fils aîné du roi, Herménégild, professe la religion de ses pères — l'arianisme — jusqu'à ce que, sous l'influence de sa femme et de saint Léandre, évêque de Séville, il se convertisse aux thèses du concile de Nicée (trinitaires). Devant la persécution déchaînée par son père contre les trinitaires, il lui déclare la guerre en 582, appuyé par les Suèves, les Romains d'Orient et les Francs. Mais, vaincu et fait prisonnier par son père, il est emprisonné à Tarragone, où il meurt décapité en 585, date à laquelle le royaume suève est annexé après la bataille de Braga Braccara Augusta.
En 586, en représailles de l'invasion de la Septimanie par Gontran l'année précédente, les Wisigoths lancent une campagne autour de la région d'Arles, inondant la ville en détournant les eaux du Rhône.

#### Le concile de Tolède (589) et la conversion des Wisigoths au christianisme nicéen
Tant que les rois wisigoths exercent le pouvoir sur les populations autochtones au nom du seul Empire romain et en vertu de titres tels que « maîtres de l'armée », l'unification doctrinale n'a pas lieu d'être. À partir du moment où leur pouvoir se substitue pleinement à celui de l'empire, ils ne peuvent plus tolérer l'existence de deux Églises avec leurs hiérarchies respectives et les possibilités de sédition que favorise une telle situation. Léovigild tente alors dans un premier temps d'unifier l'Hispania sous la bannière arienne, en avantageant systématiquement les prélats et nobles de cette forme du christianisme, considérée comme « hérétique » par les orthodoxes.
Influencé par Léandre de Séville, Récarède pour sa part se convertit au chalcédonisme (ou christianisme nicéen, appelé « catholicisme » par les sources postérieurs au schisme de 1054) lors du IIIe concile de Tolède (589) et poursuit ensuite l'unification de l'Hispanie sous l'égide de l'Église romaine. La cérémonie de conversion a lieu en 587 et est solennellement ratifiée lors du concile que le roi convoque à Tolède deux ans plus tard. Cet événement, qui consiste surtout en l'abandon de certains points de la doctrine arienne, est magnifié par les historiens du XIXe siècle qui cherchent un acte de baptême de la « nation espagnole », de manière à assimiler l'identité espagnole au catholicisme militant des souverains de la réunion des couronnes d'Aragon et de Castille, après la Reconquista. Les Wisigoths d'Hispanie amènent aussi une reine aux Mérovingiens avec la reine Brunehilde.
L'adhésion des souverains wisigoths au dogme trinitaire est marquée par des mesures discriminatoires prises à l'encontre des Juifs, telles que l'interdiction de posséder des esclaves chrétiens. Le roi Sisebut (612–621) ordonne en 615, sous peine de mort, le baptême de tous les Juifs et contraint les non-convertis à quitter le Royaume, qui plonge alors, pour un siècle, dans les troubles religieux.

#### DuIVeconcile de Tolède à la réduction en esclavage des Juifs
En 624, le roi Swinthila reprend l'Algarve aux Byzantins, qui sont définitivement chassés de la péninsule ibérique, et unifie celle-ci. Trente ans après la mort de Récarède, au IVe concile de Tolède (633), Isidore de Séville et le roi Sisenand consacrent l'union des pouvoirs, civil et religieux, selon le modèle romain : élu par les nobles et le peuple, le roi prête serment de gouverner « droitement » avant de recevoir l'onction. Par cette dernière, l'Église légitime le nouveau monarque, indépendamment des circonstances de son accession au trône.
Le roi Réceswinthe (649–672) complète l'œuvre législative de ses prédécesseurs en promulguant en 654 le Liber Iudiciorum ou Livre des Juges (parfois appelé Livre des Jugements ou encore Loi des Wisigoths), qui dote l'Espagne d'un corps de lois particulier. Le droit romain, propre à Byzance, n'a désormais plus cours dans la péninsule, où est aussi codifié, dans l'Hispania Collectio, le premier droit canonique. En 694, Égica accuse les Juifs de son royaume de s'être concertés avec les Juifs d'Afrique du Nord pour agir ensemble contre les chrétiens ; il les réduit en esclavage et en confie la garde aux grands propriétaires fonciers (les possessores). Ces derniers, en effet, sont des relais importants de l'expansion du christianisme, usant de la contrainte économique pour obtenir des conversions.

## Vie civile
Sous le gouvernement des Wisigoths, la péninsule conserve ses traditions romaines et méditerranéennes. À partir du VIIe siècle, si ses habitants sont tous qualifiés de « Goths » (Gothi), c'est pour les distinguer des « Romains » (Romani) ou Byzantins. Jusqu'au VIIe siècle, on distingue principalement dans le royaume les Gothi (les Wisigoths) des hispano-romains (Hispani). Avec la conversion officielle des Wisigoths au catholicisme (589), la multiplication des mariages mixtes et l'abolition de la personnalité des lois (654), ces différences s'atténuent. Le terme de Gothi finit par perdre son sens ethnique pour s'appliquer à l'ensemble de la population du Royaume, tant les Goths que les Hispano-Romans, toutes origines confondues. Le roi Chinthila (636–639) est à l'origine d'un édit stipulant que seul un « Goth » peut monter sur le trône wisigothique.

### Économie
Les anciennes catégories sociales et juridiques (libres, affranchis et esclaves) perdent de leur pertinence au profit d'une division fondée sur la fortune : face aux puissants qui possèdent de vastes domaines et exercent le pouvoir politique et militaire grâce à des armées privées de clients et d'esclaves, les humbles sont progressivement réduits à un statut de semi-dépendance qui assure protection, terres ou offices en échange de la fidélité à un « patron ».
Des relations commerciales et culturelles unissent l'Espagne aux côtes méridionales de la Méditerranée, au sud et au centre des Gaules, aux côtes atlantiques et jusqu'à l'Irlande.
Les villes conservent leur rôle tout en évoluant pour s'adapter à leurs temps. Au sein des murailles, les curiales, assemblées de magistrats et de citoyens, y prélèvent les impôts sur une population de commerçants et artisans organisés en « collèges » professionnels, parmi lesquels abondent les travailleurs du bâtiment, les orfèvres d'école et les médecins.
Des mesures sont prises en faveur des nombreux mendiants poussés par la famine, les pestes et la misère. À l'extérieur des murailles sont installés les monastères, les centres de culte aux martyrs et les cimetières où les chrétiens peuvent être inhumés près des saints.

### Culture
Dans les centres urbains comme Mérida, Tolède, Hispalis (Séville), Cordoue, Lisbonne, Carthagène, Barcelone, ou encore Saragosse, des édifices religieux remplacent des bâtiments plus anciens. De grands évêques, érudits et cultivés, firent de leurs sièges épiscopaux des centres intellectuels en les dotant de bibliothèques et d'écoles. Le plus célèbre d'entre eux fut sans doute Isidore de Séville (vers 570–636), dont les œuvres furent lues et commentées pendant tout le Moyen Âge. Le trésor de Guarrazar constitue un des exemples les plus frappants de l'art wisigoth en Hispanie. Il est composé de couronnes et de croix que plusieurs rois de Tolède ont offert en dévotion à leur église. Le trésor a été découvert entre 1858 et 1861 dans le site archéologique de Huerta de Guarrazar, situé dans la ville de Guadamur, près de Tolède. Les pièces sont réparties entre le Musée de Cluny à Paris, l'Armurerie du Palais royal de Madrid et le Musée archéologique national de Madrid. Les intellectuels d'Afrique du Nord chassés par les Vandales, les Byzantins, puis les musulmans, se réfugient en Espagne wisigothique. Le pays se spécialise dans les compilations et les florilèges, tout en produisant des œuvres originales en histoire, en droit et en théologie. Ses écoles, qui transmettent la culture classique, forment aussi bien des clercs que des laïcs et de nombreux actes de vente conservés sur ardoise témoignent de la diffusion de l'écriture dans les communautés rurales.

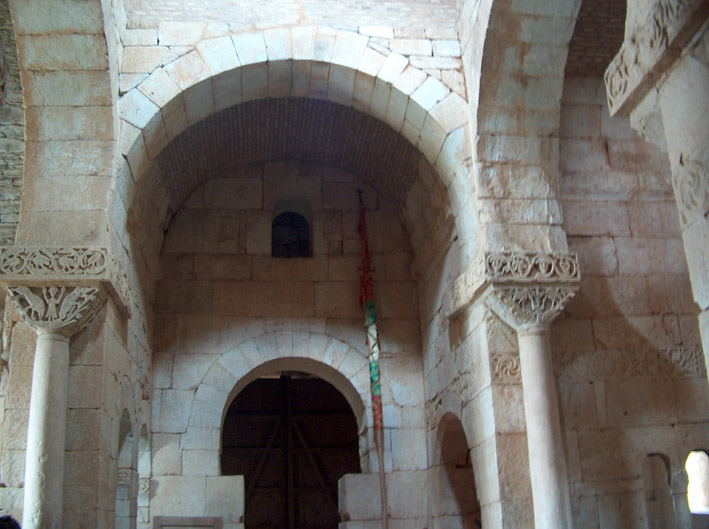
Transept nord de San Pedro de la Nave, campo de Zamora.

Au VIe siècle est édifié un des rares édifices de l'architecture wisigothe qui soit parvenu jusqu'à nous, l'église de Sant Cugat del Vallès, dans la banlieue de Barcelone. Au VIIe siècle les églises wisigothiques toujours debout sont plus nombreuses : l'ermitage de Sainte-Marie de Quintanilla de las Viñas à Burgos, l'église de San Pedro de la Nave, l'église de Santa María de Melque à San Martín de Montalbán, l'Église Saint-Jean-Baptiste de Baños de Cerrato à Venta de Baños de type basilique latine, les églises de San Martín et l'Église Santa Comba de Bande toutes deux de style plus ou moins byzantin en forme de croix grecque, l'église de Santa Lucía del Trampal à Alcuéscar, la crypte de la cathédrale San Antolín à Palencia, et, au Portugal, la chapelle de São Frutuoso de Montélios près de Braga.
Les Espagnols du VIIe siècle continuent à vivre dans des villas de type romain, décorées de fresques, au centre de vastes domaines agricoles ou artisanaux. Ils construisent des églises de plan basilical ou cruciforme, dont quelques-unes existent toujours. Les architectes utilisent l'arc outrepassé, tandis que les sculpteurs abandonnent la représentation humaine au profit de motifs géométriques, végétaux et animaux où se mêlent les influences romaine, byzantine et orientale. L'orfèvrerie connaît un grand essor, notamment avec l'atelier royal d'où sortent croix et couronnes votives qui, comme à Byzance, sont suspendues au-dessus des autels. Parmi les couronnes, la couronne de Réceswinthe est la plus prestigieuse, avec des lettres suspendues formant la phrase "Reccesvinthvs Rex offeret" ("Le roi Réceswinthe l'a offert").

## Chute soudaine du Royaume

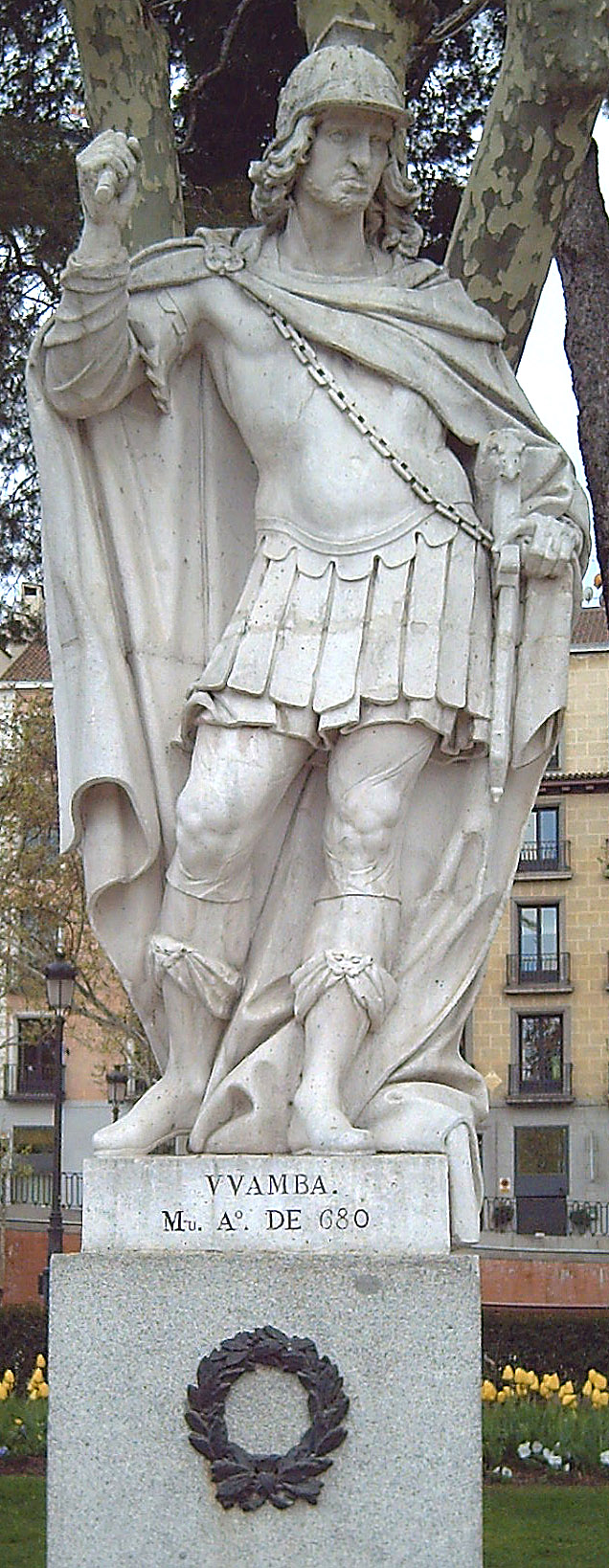
Le roi wisigoth Wamba magnifié sur la place de l'Orient près du palais royal de Madrid. Wamba fut le dernier des grands rois avant la chute due à une zizanie successorale, autant que de graves troubles sociaux en Ibérie.

Le règne de Wamba (672–680) marque le début d'une période de difficultés. La Septimanie et les Vascons se soulèvent en 673. Une attaque de musulmans venus d'Afrique du Nord peut être repoussée quelques années plus tard, mais les échanges commerciaux avec l'Afrique sont interrompus. Enfin, au sein du Royaume, des épidémies de peste et de nombreuses tentatives de rébellion affaiblissent les deux principaux clans wisigoths, qui rivalisent pour placer leurs prétendants sur le trône.
En 710, la succession du roi Wittiza met pleinement en lumière ces luttes entre clans rivaux qui, au sein du palais, cherchent à prendre le pouvoir. Écartant le fils de Wittiza, l'aristocratie acclame un chef militaire, Rodéric, poussant ainsi le clan évincé à chercher un appui en Afrique où l'un de ses membres, Julien, est gouverneur de Ceuta. Profitant d'une campagne de Rodéric contre les Vascons dans le Nord de la péninsule, les musulmans débarquent dans la nuit du 27 au 28 avril 711 sur le rocher auquel leur chef, Tariq ibn Ziyad, aurait donné son nom (djebel Tariq, futur Gibraltar). Le roi se porte à leur rencontre et l'affrontement a lieu sur les rives du Guadalete, probablement le 23 juillet. Les fidèles de Wittiza désertent au milieu de la bataille et la disparition de Rodéric, dont on ne retrouva jamais le corps, est aussi celle du royaume wisigoth.
Dans la période troublée de l'établissement d'al-Andalus, les anciens représentants de l'Hispanie wisigothique portent deux noms : un de racine gotique et un de langue arabe. Ce qui illustre, dans une péninsule en pleine transition, l'absence de frontière culturelle précise et explique par exemple que la figure de proue symbolique de la Reconquista soit connue comme le Cid (de l'arabe سيدي, sidi, « mon seigneur »), lequel se fait connaître sous le nom de Rodrigo Díaz de Vivar sur les terres des royaumes chrétiens pendant les taïfas.

## Liste des rois wisigoths
On peut définir trois époques : rois à Toulouse, puis rois de confession arienne à Tolède, et pour finir, rois de confession nicéenne.

## Postérité
Cette postérité concerne notamment les toponymes et les patronymes familiaux sur les terres où ils vécurent, doublées de transmissions linguistiques du gotique.

### Sources et bibliographie
- Joël Schmidt, Le Royaume wisigoth d'Occitanie, 195 pages, Éditions Perrin, Paris, 1992  (ISBN 2-262-00882-5).
- Renée Mussot-Goulard, Les Goths, Éd. Atlantica, Biarritz, 1999.
- Jules Tailhan, Espagnols et Wisigoths avant l'invasion arabe, Paris, 1881.
- Jules Tailhan, La Ruine de l'Espagne gothique (549–713), Paris, 1882.
- (en) Roger Collins, Visigothic Spain : 409-711, Malden et Oxford, Blackwell Publishing, 2004, 263 p. (ISBN 0-631-18185-7, 9780631181859 et 9781405149662, OCLC 52814206).
- Edward Arthur Thompson, The Goths in Spain, Oxford: Clarendon Press, 1969.
- Henry Bradley, The Story of the Goths, New York: G.P. Putnam's Sons, 1888.
- Georges Labouysse, Les Wisigoths : peuple nomade - peuple souverain (Ier-VIIIe siècle), Portet-sur-Garonne, éd. Loubatières, janvier 2006, 2e éd., 204 p. (ISBN 978-2-86266-432-3).
- Laure Barthet et Claudine Jacquet, « Les Wisigoths, fastueux rois de Toulouse », Archéologia, no 585,‎ mars 2020, p. 22–29 (ISSN 0570-6270).